# Харьковская городская дума (Российская империя)
Ха́рьковская городска́я ду́ма — орган местного самоуправления г.Харькова в 1785-1917 и 1919 гг.

## Предыстория
При основании города и в первые годы его существования утвердилась власть слободского полка и царского харьковского воеводы, начали параллельно развиваться казачьи и мещанские органы местного самоуправления. В 1706 году управление городом перешло к местной казацкой полковой администрации. В 1765 году приказом Екатерины II полки были упразднены, и управление постепенно за 20 лет из казацкого стало провинциальным, поменяв внешние формы. 

## Создание думы

### Жалованая грамота городам и городовое положение 1785 г.
В 1785 году согласно «Грамоте на права и выгоды городам Российской империи» предполагалось учредить городскую думу. Горожане были разделены на 6 сословных разрядов в зависимости от их имущественного положения и занятий. Горожане избирали Общую думу во главе с городским головой. Общая дума выбирала так называемую Шестигласную думу, по одному гласному от каждого из 6 разрядов. На Общую городскую думу возлагалось заведование городским хозяйством, фактически же эти обязанности выполняла Шестигласная дума. И Общая и Шестигласная думы были подчинены губернатору. 
Появление грамоты поначалу не отразилось на введении новых порядков в Харькове. Только с 1786 года в городе началась составляться книга обывателей (с целью выявления сословной принадлежности горожан и определения их прав), которая была завершена к весне 1787 года. В апреле 1787 года прошли первые выборы в Общую думу, куда вошли представители всех сословий, кроме именитых граждан и гостей, а 3 мая — выборы Шестигласной думы. В её состав вошли пять членов: купец 2-й гильдии Иван Павлова, купец 3-й гильдии Григорий Рощинов, из посадских — Тимофей Ивахненко, из цеховых — Герасим Романченко, из обывателей — Василий Чаплей. Первым городским головой был избран А. Карпов. Собираться Шестигласная дума постановила каждую среду, а Общая — в январе, июне и поздней осенью.
Вторая Шестигласная дума начала работу с 1 января 1790 года. Первые две думы почти полностью посвятили свою деятельность устройству торговли.
К моменту вступления на престол императора Павла I (1796) харьковское городское самоуправление проявило себя неоднократными столкновениями с губернским и городовым магистратом, казённой палатой, наместническим правлением. Реально же городское самоуправление тогда представляло собой сбор денег городских жителей и тратило их по указанию губернского начальства.

### Ратгауз и его упразднение
При новом императоре права и функции городской думы были существенно урезаны, контроль губернских властей над ней стал жестче. Согласно именному указу Павла I от 4 сентября 1800 года думы должны были быть заменены ратгаузами, которые подчинялись губернатору и Сенату. Распространение этого указа на Харьков последовало по указу Сената от 11 марта 1801 года. Смерть Павла I помешала привести указ в исполнение, несмотря на то, что в Харькове уже состоялись выборы в бурмейстеры и ратсгеры (члены ратгауза). Новый император Александр I 8 апреля 1801 года отменил указ о создании ратгаузов. 30 мая 1801 года харьковчане отслужили торжественный молебен по случаю восстановления в силе дворянской и городовой грамоты. 

## В 1801-1870 гг.
Первая половина XIX века характеризовалась понижением активности городского самоуправления.  Историки А. Антонов, В. Маслийчук и А. Парамонов отмечают, что все распоряжения, изменения и дополнения, касающиеся городского самоуправления в 1801-1870 гг., являлись изначально несостоятельными. Большинство положительных и энергичных людей отказывались служить по городским выборам на протяжении всей первой половины XIX века. На избирательные собрания приходила десятая часть городских жителей, обывательские книги практически не велись, доказательства не проверялись. В 1844 году ревизоры отмечали отсутствие деятельности Общей думы во всей Российской империи. Большинство избранных в Общую и Шестигласную думы были люди неграмотные, плохо представлявшие ту городскую должность, на которую они пришли, и среди всей этой неграмотности особое место занимает секретарь думы, ведающий чаще всего вопросами собственного обогащения и заполняющий фиктивные протоколы. 
В Харькове Комитет по упразднению городских повинностей был учреждён только в 1827 году (в Санкт-Петербурге и Москве появились почти сразу с восстановлением городового положения, в 1802 году), хотя ситуация требовала его появления гораздо раньше.
В этот период дума практически полностью была лишена самостоятельности. В финансовых вопросах она целиком зависела от губернатора. Единственный случай, предусмотренный законодательно, когда самостоятельность думы могла проявиться — это использование излишков городских доходов. Они могли помещаться в государственные кредитные учреждения  для получения процентов с них, либо мог учреждаться городской банк для кредитования купечества. Да и то, на это также требовалось разрешение не только губернского начальства, но и Министра внутренних дел.
Шестигласная дума также фактически перестала быть представительницей шести сословий и состояла максимум из трёх сословных элементов: купцов, цеховых и мещан, при этом, купечесное сословие преобладало. А в целом представители этих сословий были мало подготовлены к управленческой деятельности, поэтому нередко в управление городом кативно включались чиновники городской канцелярии.
Ещё в 1821 году начались работы по пересмотру городового положения. В 1846 году в Санкт-Петербурге было введено новое положение, в 1862 году оно было введено в Москве, в 1863 в Одессе и в 1866 в Тифлисе. Оно стало основой для нового городового положения, вышедшего для всех городов Российской империи в 1870 году.

## В 1870-1917 гг.
Городовое положение от 16 июня 1870 года вводило всесословное местное городское самоуправление. Городские избирательные собрания созывались через каждые четыре года для избрания гласных городской думы. Городские думы избирались на основе имущественного ценза. Избирательное право получали русские подданные в возрасте не менее 25 лет, владевшие в пределах города недвижимым имуществом, облагаемым в пользу города сбором, или имевшие свидетельство на право торговли и промыслов, и также платившие за это налог. 

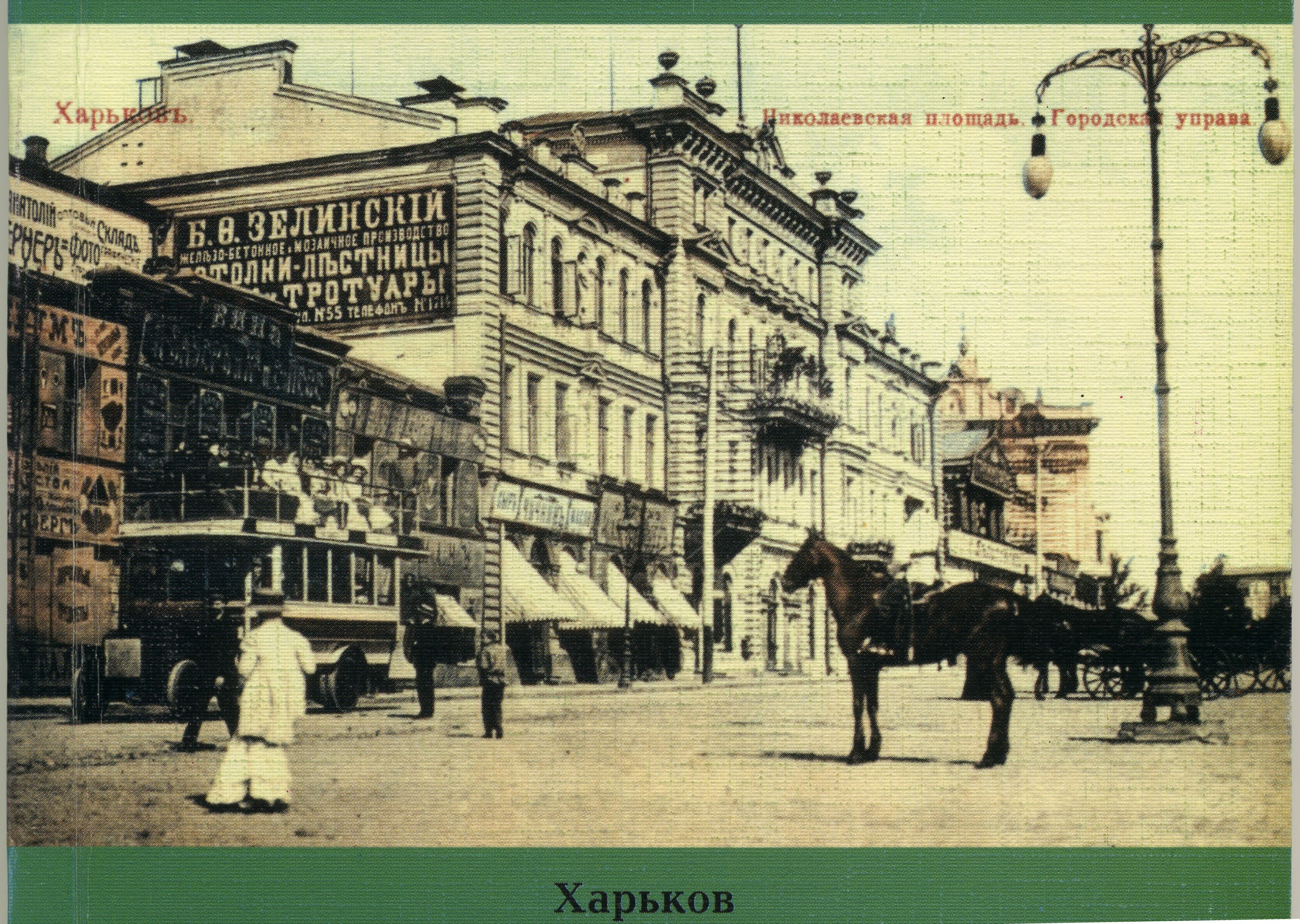
Здание харьковской городской думы и городской управы на Николаевской площади, начало XX века

В последней трети XIX века в городской думе противостояли сословные группировки-партии: консервативные и склонные решать неотлагаемые проблемы купцы и ориентирующиеся на социальные и экономические достижения Западной Европы, глобально мыслящие и работавшие на перспективу интеллигенты, помещики, представители буржуазии, партию которых исследователи условно называют интеллигентской, либо дворянской. В конце XIX века сословные признаки этих партий сгладились, но их идейно-политическая направленность становилась всё более отчётливой. Во время революции 1905-1907 гг. купеческая группировка представляла консервативно-монархические силы, черносотенцев. Авторитетными представителями этой группировки были купцы И. К. Велитченко, К. П. и Г. К. Уткины, П. П. Рыжов, П. Д. Баскаков, В. Ф. Колодяжный, мировой судья И. М. Бич-Лубенский, профессор А. С. Вязигин, князь М. Л. Шаховской.
Интеллигентская партия представляла либеральные силы. Её известными деятелями были профессора Харьковского университета Д. И. Багалей, Н. Ф. Сумцов, доцент А. К. Погорелко, педагог С. А. Раевский, предприниматели Н. Ф. фон Дитмар, И. К. Гришенко, купцы Г. Гольберг, П. С. Силаков, П. П. Егоров и др. Здесь же группировались и украинофилы. В 1906 году либеральная группировка объединяла кадетов и октябристов.
Выборы по Положению 1870 года происходили шесть раз:  в 1871, 1875, 1879, 1883, 1887 и 1892 гг. В связи с введением нового городового положения 1892 года, которое увеличивало административное вмешательство в дела городских дум, в 1893 году прошли выборы новой думы. Впредь администрация утверждала не только городского голову, но и должностных лиц, избранных думой.
В эти годы городская дума прилагала огромные усилия для предотвращения финансового краха, принимались значительные меры по улучшению благоустройства города. 15 сентября 1900 года городским головой был избран А. К. Погорелко, которого называют харьковским выдающимся городским деятелем . Он сотрудничал с тремя составами думы вплоть до 1912 года.

### Революционные реформы
Согласно декрету большевиков от 19 декабря 1917 года о созыве Советов Рабочих, Солдатских и Крестьянских депутатов городские думы не должны были созываться и подлежали упразднению. В январе 1918 года началась массовая ликвидация дум и земств, которая продолжалась до середины 1918 года. В числе других была расформирована большевиками и Харьковская городская дума.

## Восстановление думы в 1919 году
С приходом в Харьков Добровольческой армии 25 июня 1919 года все декреты и постановления советского правительства были отменены. Историк Ю. Рябуха отмечает, что главнокомандование ВСЮР планировало ввести последовательную «цепь самоуправлений от сельского схода до областных дум». В связи с этим возобновлялось функционирование городской думы
В сентябре 1919 года началась подготовка выборов в харьковскую городскую думу, в конце октября-начале ноября 1919 года выборы состоялись. 13 ноября 1919 года список членов думы оказался утверждён и дума приступила к работе.  Однако, уже 12 декабря 1919 года в Харьков вошли войска РККА. Многие члены вновь избранной думы эмигрировали из города, а сама дума оказалась снова распущена.